# Ramură amigdaliană a arterei faciale
Ramura amigdaliană a arterei faciale urcă între mușchii pterigoidian medial și mușchiul stiloglos, apoi de-a lungul părții laterale a faringelui, perforând mușchiul faringian constrictor superior, pentru a se ramifica în substanța amigdalelor palatine și a rădăcinii limbii.